# Пътен възел „Даскалово“
Пътен възел „Даскалово“ е пътен възел в България, намиращ се между село Драгичево и квартал Църква (бивш Даскалово) на град Перник.
Свързан е с автомагистралите „Люлин“ и „Струма“, с републиканските пътища I-1 и I-6, както и с европейските пътища Е79 и Е871.
Пътният възел е под форма на кръгово движение.